# Rondae Hollis-Jefferson
Rondae Jaquan Hollis-Jefferson (nascido em 3 de janeiro de 1995) é um americano jogador de basquete profissional que joga como Ala/Ala-pivô no Portland Trail Blazers da National Basketball Association (NBA).
Ele jogou basquete universitário na Universidade do Arizona de 2013 a 2015.

## Início da vida e carreira no ensino médio

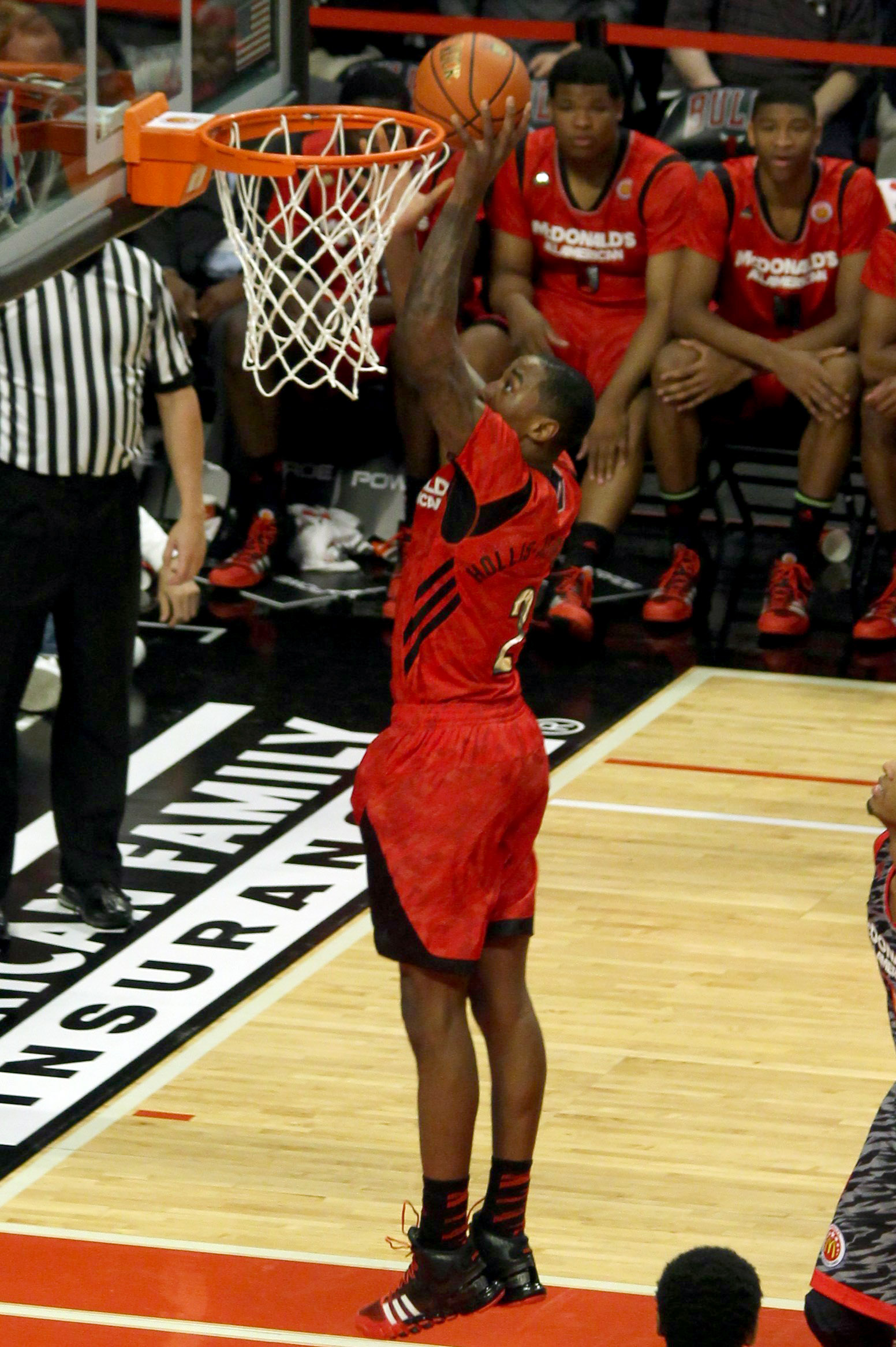
Hollis-Jefferson no McDonald's All-American Boys Game de 2013

Hollis-Jefferson nasceu e foi criado em Chester, Pensilvânia, filho de Rylanda Hollis, uma mãe solteira que trabalhou em dois empregos como supervisora de dieta e barman. Ele cresceu com o irmão mais velho, Rahlir, que também se tornou um jogador de basquete profissional. Em sua tenra idade, ele teve um forte interesse na defesa e reconheceu que ele marcava apenas porque ele era mais alto do que seus adversários.
Ele freqüentou a Chester High School, onde começaria uma excelente carreira de basquete sob o comando do treinador Larry Yarbray. O Ala se tornou o primeiro jogador a ser nomeado o Melhor Jogador do Ano do Condado de Delaware em várias temporadas. A equipe terminou com um recorde de 91-5 em seus últimos três anos na escola e ganhou dois títulos estaduais. Ele terminou sua carreira com mais de 1.000 pontos e um recorde escolar de 780 rebotes.
Hollis-Jefferson participou do All-American Game do McDonald's e do Jordan Brand Classic de 2013.
Na conclusão dos anos de Hollis-Jefferson no ensino médio, ele foi classificado como o 6º melhor Ala de sua classe pelo 247Sports.com e o 5° melhor pelo Rivals.com. 
Ele finalmente escolheu frequentar a Universidade do Arizona e representar a universidade através de seu programa de basquete sobre outras possibilidades, como Flórida e Syracuse.
| Nome                       | Cidade natal                               | Escola              | Altura | Peso  | Data                   |
| -------------------------- | ------------------------------------------ | ------------------- | ------ | ----- | ---------------------- |
| Rondae Hollis-Jefferson SF | Chester                                    | Chester High School | 2,01 m | 96 kg | 13 de Setembro de 2012 |
| Rondae Hollis-Jefferson SF | Recrutamento : Scout.com : Rivais : ESPN : |                     |        |       |                        |

## Carreira na universidade

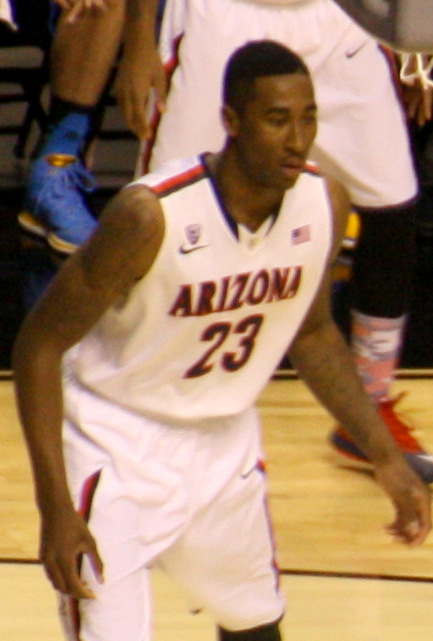
Hollis-Jefferson jogando por Arizona em Março de 2014

Em sua temporada de calouro, Hollis-Jefferson ficou conhecido como artilheiro, reboteiro e um grande bloqueador, apesar de seu tamanho relativamente pequeno. O início da temporada foi marcado por 10 pontos, 5 rebotes e 2 assistências contra Cal Poly. Ele teve seu primeiro double-double em um jogo contra Oregon.
Ao longo da temporada, Hollis-Jefferson atuou principalmente como o sexto homem da equipe, mas se tornou titular depois que Brandon Ashley se machucou e acabou ficando de fora do resto da temporada. Em seu primeiro ano, ele teve médias de 9,1 pontos, 5,7 rebotes e 1,4 assistências por jogo.
No segundo ano, Hollis-Jefferson aumentou suas médias para 11,3 pontos e 6,9 rebotes por jogo. Nesse ano, foi eleito para a Primeira-Equipe All-Pac-12 e foi nomeado para o Time Defensivo da Pac-12. Ele ajudou a liderar o time em duas aparições consecutivas de Elite Eight do Torneio da NCAA, perdendo para Wisconsin em ambas as ocasiões. 
Em 7 de abril de 2015, ele se declarou para o Draft de 2015, renunciando aos seus dois últimos anos de elegibilidade para a faculdade.

### Prêmios e honras
- Primeira-Equipe All-Pac-12 (2015)
- Time Defensiva da Pac-12 (2015)
- Time de Novatos da Pac-12 (2014)
- Primeira-Equipe da Maui Invitational (2014)[11]

## Carreira profissional

### Brooklyn Nets (2015–19)
Em 25 de junho de 2015, Hollis-Jefferson foi selecionado pelo Portland Trail Blazers com a 23ª escolha geral do Draft de 2015. Seus direitos, juntamente com Steve Blake, foram posteriormente negociados para o Brooklyn Nets em troca de Mason Plumlee e a 41ª escolha geral, Pat Connaughton. Em 6 de julho de 2015, ele assinou seu contrato de novato com os Nets. 
Ele fez sua estréia na abertura de temporada, registrando oito pontos e cinco rebotes em uma derrota por 115-100 para o Chicago Bulls. Em 20 de novembro, ele teve 13 pontos e 11 rebotes como titular em uma derrota para o Boston Celtics. Em 7 de dezembro, ele foi diagnosticado com uma fratura do tálus posterior no tornozelo direito, uma lesão que requer cirurgia e oito a dez semanas de reabilitação. Ele voltou a ação no final de março.
Em 12 de novembro de 2016, Hollis-Jefferson marcou 20 pontos e pegou 13 rebotes na vitória por 122-104 sobre o Phoenix Suns. Em 14 de dezembro de 2017, ele marcou 25 pontos em uma derrota por 111-104 para o New York Knicks. 
Ele teve uma lesão na virilha direita durante uma derrota por 116-91 para o Milwaukee Bucks em 26 de janeiro, retornando à ação em 26 de fevereiro contra o Chicago Bulls, depois de perder os 11 jogos anteriores dos Nets.
Hollis-Jefferson perdeu os três primeiros jogos da temporada de 2018-19 com uma lesão no quadril e o nascimento de seu primeiro filho. Em 28 de novembro de 2018, numa derrota por 101-91 para o Utah Jazz, ele fez 14 pontos e 11 rebotes no seu primeiro double-double profissional.
Em 17 de junho, os Nets optou por não fazer uma oferta de renovação para Hollis-Jefferson, fazendo dele um agente livre irrestrito.

### Toronto Raptors (2019 – Presente)
Em 18 de julho de 2019, Hollis-Jefferson assinou com o Toronto Raptors.

## Estatísticas

### NBA

#### Temporada regular
| Ano      | Time     | PJ  | MPJ  | AP   | 3P   | LL   | RT  | AS  | BR  | TO | PPJ  |
| -------- | -------- | --- | ---- | ---- | ---- | ---- | --- | --- | --- | -- | ---- |
| 2015–16  | Brooklyn | 29  | 21.2 | .457 | .286 | .712 | 5.3 | 1.5 | 1.3 | .6 | 5.8  |
| 2016–17  | Brooklyn | 78  | 22.6 | .434 | .224 | .751 | 5.8 | 2.0 | 1.1 | .6 | 8.7  |
| 2017–18  | Brooklyn | 68  | 28.2 | .472 | .241 | .788 | 6.8 | 2.5 | 1.0 | .7 | 13.9 |
| 2018–19  | Brooklyn | 59  | 20.9 | .411 | .184 | .645 | 5.3 | 1.6 | .7  | .5 | 8.9  |
| Carreira | Carreira | 234 | 23.6 | .444 | .223 | .739 | 5.9 | 2.0 | 1.0 | .6 | 9.9  |

### Universidade
| Ano      | Time     | PJ | MPJ  | AP   | 3P   | LL   | RT  | AS  | BR  | TO  | PPJ  |
| -------- | -------- | -- | ---- | ---- | ---- | ---- | --- | --- | --- | --- | ---- |
| 2013–14  | Arizona  | 38 | 25.3 | .490 | .200 | .682 | 5.7 | 1.4 | 0.7 | 1.1 | 9.1  |
| 2014–15  | Arizona  | 38 | 28.7 | .502 | .207 | .707 | 6.8 | 1.5 | 1.1 | 0.8 | 11.2 |
| Carreira | Carreira | 76 | 27.0 | .496 | .205 | .697 | 6.3 | 1.5 | .9  | .9  | 10.2 |

Fonte: